# Guagliune
Guagliune è un singolo del cantante italiano Gigi D'Alessio, pubblicato il 26 febbraio 2021 come primo estratto dalla riedizione del diciannovesimo album in studio Buongiorno.

## Descrizione
Il brano vede la partecipazione vocale dei rapper Enzo Dong, Ivan Granatino, Lele Blade e Samurai Jay.

## Video musicale
Il video, diretto da Fabrizio Cestari e girato a Napoli dalla zona portuale della città ai quartieri spagnoli, è stato pubblicato il 10 marzo 2021 sul canale YouTube del cantante.